# Гелман Мкалеле
Гелман Мкалеле (англ. Helman Mkhalele, нар. 20 жовтня 1969, Ньюкасл) — південноафриканський футболіст, що грав на позиції півзахисника.
Виступав, зокрема, за клуби «Орландо Пайретс», «Анкарагюджю» та «Джомо Космос», а також національну збірну ПАР.

## Клубна кар'єра
У дорослому футболі дебютував 1990 року виступами за команду клубу «Джомо Космос», в якій провів два сезони, взявши участь у 97 матчах чемпіонату. 
Своєю грою за цю команду привернув увагу представників тренерського штабу клубу «Орландо Пайретс», до складу якого приєднався 1993 року. Відіграв за команду з передмістя Йоганнесбурга наступні чотири сезони своєї ігрової кар'єри.
Протягом 1997—1998 років захищав кольори команди клубу «Кайсеріспор».
У 1998 році уклав контракт з клубом «Анкарагюджю», у складі якого провів наступні два роки своєї кар'єри гравця. Більшість часу, проведеного у складі «Анкарагюджю», був основним гравцем команди.
Згодом з 2001 по 2005 рік грав у складі команд клубів «Гезтепе» та «Малатьяспор».
У 2005 році повернувся до клубу «Джомо Космос», за який відіграв 3 сезони.  Завершив професійну кар'єру футболіста виступами за команду «Джомо Космос» у 2008 році.

## Виступи за збірну
У 1994 році дебютував в офіційних матчах у складі національної збірної ПАР. Протягом кар'єри у національній команді, яка тривала 8 років, провів у формі головної команди країни 66 матчів, забивши 8 голів.
У складі збірної був учасником Кубка африканських націй 1996 року у ПАР, здобувши того року титул континентального чемпіона, розіграшу Кубка конфедерацій 1997 року у Саудівській Аравії, Кубка африканських націй 1998 року у Буркіна Фасо, де разом з командою здобув «срібло», чемпіонату світу 1998 року у Франції, Кубка африканських націй 2000 року у Гані та Нігерії, на якому команда здобула бронзові нагороди.

## Титули і досягнення
- Переможець Кубка африканських націй: 1996
- Срібний призер Кубка африканських націй: 1998
- Бронзовий призер Кубка африканських націй: 2000